# コア・オートスポーツ
コア・オートスポーツ（CORE Autosport）はかつて存在した、2010年にジョン・ベネット（Jon Bennett）により設立された、アメリカ合衆国サウスカロライナ州ロックヒルを本拠とするレーシングチーム。2010年シーズンのクーパータイヤ・プロトタイプ・ライツのチームタイトルを獲得すると、チームマネージャーのモーガン・ブレイディ（Morgan Brady）の決断によってアメリカン・ル・マン・シリーズ (ALMS) に参戦の場を移すことになった。

## アメリカン・ル・マン・シリーズ
2011年の、ALMSのLMP・チャレンジ（LMPC）クラスに、オレカ・FLM09で、チームオーナーのジョン・ベネットとフランキー・モンテカルヴォが5号車を、リカルド・ゴンザレス、グンナー・ジャネットに6号車をドライブさせて、2台体制で参戦することとなった。激しい競争にもかかわらず、ルーキー・イヤーでコア・オートスポーツは、リカルド・ゴンザレスとグンナー・ジャネットがドライバーズタイトル、そしてわずか1ポイント差でチームタイトルを獲得した。
2012年も、コア・オートスポーツは2台のオレカ・FLM09でLMPCクラスに参戦した。このシーズンは、5号車はジョン・ベネットとコリン・ブラウン、6号車はアレックス・ポポウとライアン・ダルジールがドライブしている。10レース中セブリング12時間レースとプチ・ル・マンを含む8レースでクラス優勝を挙げて、ドライバーズランキング1位と2位、2年連続でチームタイトルを獲得した。
2013年は、過渡期となるシーズンであった。ジョン・ベネットとコリン・ブラウンは従来通りのLMPCクラスで出走し、GTクラスにトム・キンバー＝スミスとポルシェのワークスドライバーのパトリック・ロングがドライブするポルシェ・911 GT3-RSRを第3戦ラグナ・セカから投入し、2クラスに参戦することになった。LMPCクラスで出走した5号車はロングビーチとモスポートで勝利を挙げ、BAR1モータースポーツに3ポイント差で3年連続のチームタイトルを獲得した。ジョン・ベネットはドライバーランキング3位となった。

## ウェザーテック・スポーツカー選手権
2014年、コア・オートスポーツはポルシェ・モータースポーツ・ノースアメリカと提携し「ポルシェ・ノースアメリカ」のチーム名でユナイテッド・スポーツカー選手権に、911、912号車の2台のワークスサポートを受けた、ポルシェ・911 RSRで参戦した。フル参戦ドライバーにパトリック・ロングとポルシェのワークスドライバーのミカエル・クリステンセン、ヨルグ・ベルグマイスターのトリオと、ニック・タンディとリヒャルト・リーツ、パトリック・ピレのトリオの2台で開幕戦デイトナ24時間レースに参戦した。デイトナ24時間レースでは、ジョン・ベネット、コリン・ブラウン、マーク・ウィルキンス、ジェームズ・グエ組がプロトタイプ・チャレンジ（PC）クラス優勝、ニック・タンディ、パトリック・ピレ、リヒャント・リーツ組はGTル・マン (GTLM) クラス優勝を飾った。その年チームはPCクラスで、ドライバー、チーム、北米耐久カップのタイトルを獲得。GTLMクラスでは、パトリック・ロングとミカエル・クリステンセンが北米耐久カップでドライバー、チームタイトルを獲得し、ポルシェはマニュファクチャラータイトルを獲得した。
2015年、チームはPCクラスでドライバー、チームタイトルを獲得し5連覇を達成した。GTLMクラスは、ポルシェ・ノースアメリカの911号車がチームタイトルを、パトリック・ピレがドライバータイトルを獲得した。

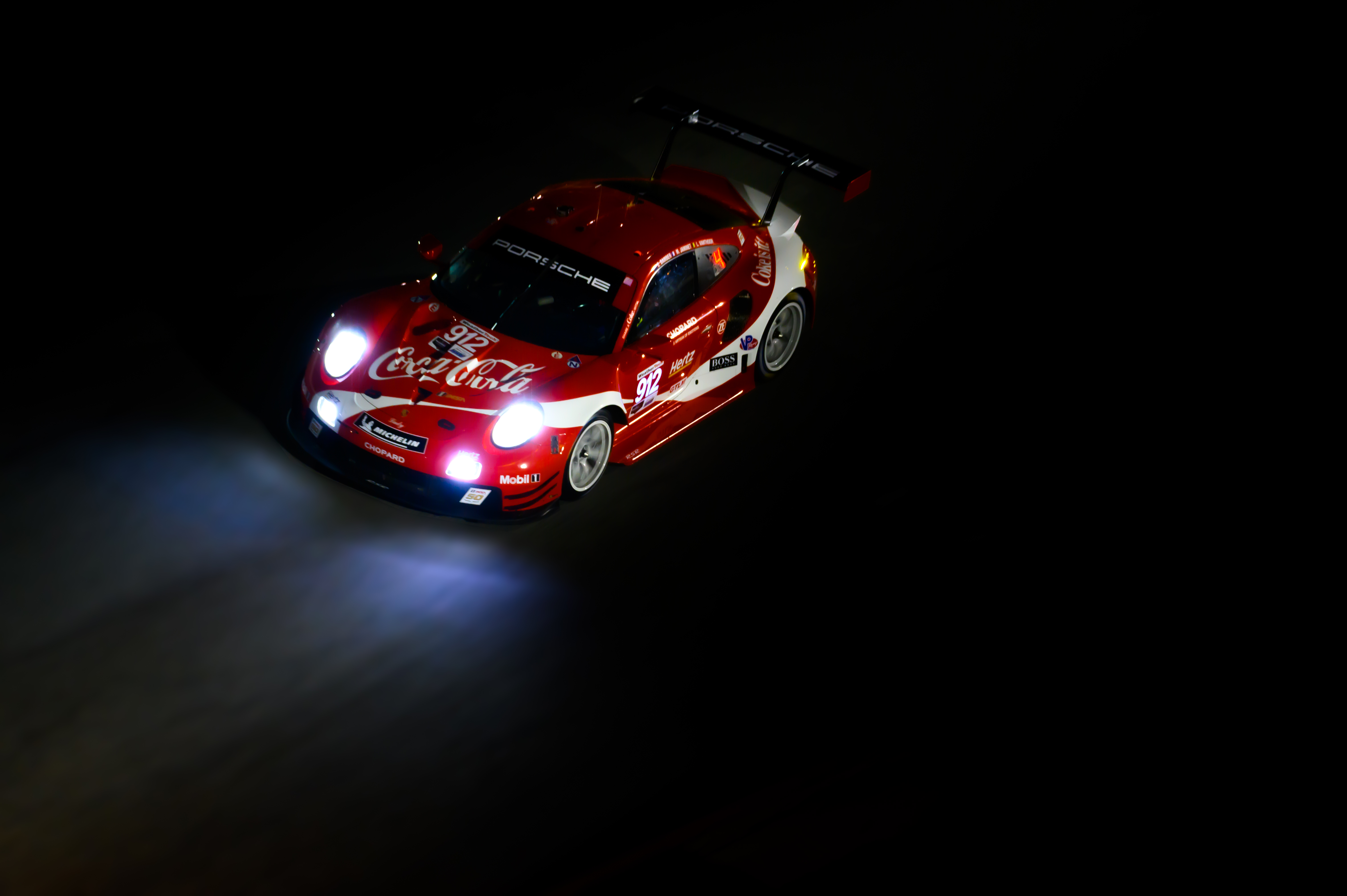
ポルシェ・911 RSR（2019年）

2018年、チームは新たにプロトタイプ (P) クラスに参戦。マシンはオレカ・07を使用した。格上のデイトナ・プロトタイプ・インターナショナル (DPi) マシンも参戦する中、シーズン2勝を挙げドライバー、チームで2位を記録した。
2019年、チームは最高峰クラスであるDPiクラスに参戦した。マシンは前年に閉鎖された、エクストリーム・スピード・モータースポーツから購入した、リジェ・日産 DPiを使用した。しかし上位には入れず、オーナーのベネットがドライバー引退を表明した為、DPiプログラムも終了した。GTLMクラスは、ポルシェ・GTチームとなった912、911号車がチームタイトルで1‐2位を獲得、アール・バンバー、ローレンス・ヴァントールがドライバーズタイトルを獲得した。
2020年、この年をもってGTLMクラスの、ポルシェ・GTチームの運営は終了した。
2021年、オーナーのジョン・ベネットは、新たに設立されたLMP3クラスにドライバーとして、コリン・ブラウンと共に復帰した。マシンはリジェ・JS P320を使用。この年ドライバー、チーム共にクラス2位になった。
2022年、前年と同じくLMP3クラスに参戦。そしてドライバー、チームのダブルタイトルを獲得した。そして同年11月、チームを閉鎖することを発表した。